# Meteorium semitortum
Meteorium semitortum là một loài Rêu trong họ Meteoriaceae. Loài này được (Müll. Hal.) Sande Lac. mô tả khoa học đầu tiên năm 1870.